# Rodolphe Burger
Rodolphe Burger (* 26. listopadu 1957 Colmar, Francie) je francouzský hudebník. Od osmdesátých let hrál se skupinou Kat Onoma, která se rozpadla v roce 2004. Své první sólové album vydal v roce 1993 a dosud jich vydal šest. Posledním studiovým projektem je pocta skupině The Velvet Underground v podobě alba This Is a Velvet Underground Song That I'd Like to Sing.

## Sólová alba
- Cheval-mouvement (1993)
- Meteor show (1998)
- Schweyk (2005)
- No Sport (2008)
- Valley Session (2009)
- This Is a Velvet Underground Song That I'd Like to Sing (2012)